# LCoS

Concept rond LCoS-technologie

Liquid crystal on silicon (LCoS of LCOS) is Engels voor vloeibaar kristal op silicium. Bij deze technologie worden vloeibare kristallen aangebracht op een spiegelende siliciumchip. Op deze manier verkrijgt men een mini-display of mini-projector die men gebruikt in projectietelevisies en projectoren. Het is een reflectieve technologie vergelijkbaar met DLP-projectoren, maar maakt gebruik van vloeibare kristallen in plaats van individuele spiegels.
Bij lcd-projectoren worden doorlatende lcd-"chips" (transmissive technologie) gebruikt waarbij het licht loopt langs de vloeibare kristallen.
Het grote voordeel van LCoS is dat er een veel hogere resolutie kan worden bekomen dan bij lcd of plasmascherm en dus geschikt is voor hdtv.
Bij een LCoS-projector wordt een lamp door middel van prisma's gericht op drie LCoS-chips die voor de kleuren rood, groen en blauw verantwoordelijk zijn. De chips zullen het licht op zich weer reflecteren op een prisma dat de drie lichtbundels samenvoegt om zo één beeld te krijgen dat kan worden geprojecteerd.